# Heaven Can Wait (We the Kings)
Heaven Can Wait è un singolo promozionale del gruppo emo-pop statunitense We the Kings, pubblicato nel 2010. Scritto da Travis Clark, Sam Hollander e Dave Katz è stato il primo singolo ad essere estratto dal secondo album studio, Smile Kid.

## Tracce
1. Heaven Can Wait – 3:30

## Formazione
- Travis Clark - voce, chitarra, pianoforte, composizioni, programmazione
- Drew Thomsen - basso
- Hunter Thomsen - chitarra, voce
- Danny Duncan - batteria